# メゾン・ド・ヒミコ
『メゾン・ド・ヒミコ』 は2005年公開の日本映画。
監督は犬童一心、脚本は渡辺あやの『ジョゼと虎と魚たち』コンビ。主演はオダギリジョー、柴咲コウ。
ゲイ（男性同性愛者）のための老人ホームを舞台に、ゲイである父親を許せない娘と、そこで暮らすゲイたちの様々な生き方を描いていく。
キャッチフレーズは、「涙はきっと暖かい」

## ストーリー
本名：吉田照男、卑弥呼（田中泯）は、かつてゲイバーのママだった男。彼はゲイのための老人ホーム「メゾン・ド・ヒミコ」を作り、自らも他のゲイたちと共にそこで暮らしている。しかし彼は癌の末期であり、死期が迫っていた。
卑弥呼には沙織（柴咲コウ）という娘がいる。彼女は、母親と自分を捨ててゲイとして生きることを選んだ父親を許せないでいた。卑弥呼の恋人である岸本春彦（オダギリジョー）はそんな二人の関係を修復しようと、老人ホームでの高額なアルバイトを沙織に持ちかける。

## スタッフ
- 監督：犬童一心
- エグゼクティブ・プロデューサー：椎名保、三木裕明
- 共同エグゼクティブ・プロデューサー：平井文宏、細野義朗、島本雅司
- プロデューサー：久保田修、小川真司
- ラインプロデューサー：田口聖
- 脚本：渡辺あや
- 撮影：蔦井孝洋
- 照明：疋田ヨシタケ
- 録音：志満順一
- 美術：磯田典宏
- 編集：阿部亙英
- 音楽：細野晴臣
- 衣裳：北村道子
- 助監督：池上純哉
- 製作担当：齋藤玉恵、森崎裕司
- 配給：アスミック・エース
- 製作：「メゾン・ド・ヒミコ」製作委員会（アスミック・エース、IMJエンタテインメント、日本テレビ放送網、スターダストピクチャーズ、カルチュア・パブリッシャーズ）

## キャスト
- 岸本春彦：オダギリジョー

卑弥呼の恋人で真性ゲイ。メゾン・ド・ヒミコ館長。末期癌の卑弥呼（本名：吉田照男）を慮り、彼の娘・沙織を探し出し「メゾン・ド・ヒミコ」で働くよう誘う。「オカマ」とバカにした中学生を捕まえて叱りつけるなど、同性愛者を差別する人間を許さない。自分がゲイである事は隠していない。親子ほど歳の離れた卑弥呼を愛しており、死期が迫る卑弥呼に置いていかれる恐怖に耐えている。沙織と生活するうちに思いを通じ合うが…。
- 吉田沙織：柴咲コウ

塗装会社で働く地味なOL。周りからも距離を置かれており、自らも歩み寄ろうとはしない。父が出て行ってからは母子家庭で苦労した。自分と母を捨てた父がゲイなため、そのせいで同性愛者は大嫌い（＝ホモフォビア）。亡母が残した借金があり、高給に惹かれて嫌悪していた父の経営する「メゾン・ド・ヒミコ」で働き出す。ストレートだが男性経験がなく、入居者にバカにされたりしている。最初は「オカマは気持ち悪い」と仏頂面だったが、次第に彼らの気持ちを理解し、成長していく。
- 卑弥呼（吉田照男）：田中泯

沙織の父。沙織からは自分と母を捨ててゲイとして生きたとされ、父として思われていない。沙織の事は心から愛しているが、上手く伝えられない。末期癌であり、いつも自室のベッドで寝ている。
- 細川専務：西島秀俊

沙織が勤める会社の専務。男前で仕事も出来る。既婚だが女癖が悪い。春彦から自らがゲイである事を告げられるが、何も言わなかった。
- ルビイ：歌澤寅右衛門

女装のゲイ。口が悪く、沙織を「ブス」「処女」等ののしり、「ブスッとしたブスなんてオカマのババアより嫌われるわよ！」と茶化した。心の底から沙織を嫌っているわけではなく、若い沙織にちょっかいをかけているだけである。
- 山崎：青山吉良

元サラリーマン。ドレスやワンピース等、女性の服に強い憧れを抱いているが「不恰好」との理由から女装はしていない。比較的早く沙織と打ち解ける。沙織にアドバイスされて二人きりで初めて女性の服を着た。ディスコで女装した際に元部下にバレてバカにされたが、その事に沙織が激怒し、元部下に「オカマで何が悪いんだ！」と喧嘩したため、止めていた。
- 政木：柳澤愼一

元教員。品の良い紳士。沙織に対して優しく接する。若い頃に世間体を気にし、女性と交際していた。
- 高尾：井上博一

元ヤクザ？背中に刺青がある。
- 木嶋：森山潤久

元サラリーマン。半田の経営する会社の社員だった。
- キクエ：洋ちゃん

女装のゲイ。
- チャービー：村上大樹

メゾン・ド・ヒミコで働くゲイの若者。
- 半田：高橋昌也

卑弥呼のパトロンで大会社の社長。メゾン・ド・ヒミコにも資金援助をしている。
- ダンスホールの中年男：大河内浩
- ダンスホールの若い男：中村靖日
- エリナ：村石千春
- 昌子：久保麻衣子
- 淳也：田辺季正

## 受賞
- 第7回ニッポン・コネクション ニッポン・シネマ賞

## ソフト化
- メゾン・ド・ヒミコ DVD特別版（初回限定生産2枚組、2006年3月3日発売、発売元・アスミック・エース、販売元・角川映画）
  - ディスク1：本編DVD
    - 映像特典
      - 特報・劇場予告編・TVスポット

    - 音声特典
      - オーディオコメンタリー（監督：犬童一心×撮影：蔦井考洋×プロデューサーアシスタント：田中美幸）

  - ディスク2：特典DVD
    - メイキング・オブ メゾン・ド・ヒミコ
    - オダギリジョー&柴咲コウインタビュー
    - 未公開シーン集
    - 劇中ドラマ「弁護士 浅賀玲子の事件簿」家族の協奏曲
    - 初日舞台挨拶
    - TOKYO FM 公開生放送 オダギリジョー&柴咲コウ
    - オリジナル・ショートムービー「懲戒免職」
    - トークショー

  - 特別パッケージ仕様
- 【TCE Blu-ray SELECTION】メゾン・ド・ヒミコ ブルーレイ スペシャル・エディション（BD1枚組、2012年9月5日発売、発売元・アスミック・エース、販売元・TCエンタテインメント）
  - 映像・音声特典：DVD特別版の全映像・音声特典を収録